# Michalina Olszańska
Michalina Olszańska (ur. 29 czerwca 1992 w Warszawie) – polska aktorka, pisarka, skrzypaczka i wokalistka.

## Życiorys
Córka Agnieszki Fatygi i Wojciecha Olszańskiego.
Urodziła się 29 czerwca 1992 w Warszawie. W wieku siedmiu lat rozpoczęła naukę gry na skrzypcach, w 2011 ukończyła ogólnokształcącą Szkołę Muzyczną II stopnia im. Zenona Brzewskiego. Występowała jako solistka m.in. z orkiestrami symfonicznymi w Katowicach, Rzeszowie, Łomży, Słupsku i Berlinie.
W 2009 wydana została jej debiutancka powieść Dziecko Gwiazd Atlantyda, a dwa lata później powieść Zaklęta. Od 2011 roku studiowała na Akademii Teatralnej w Warszawie, początkowo dostała się także na studia na Uniwersytecie Muzycznym Fryderyka Chopina.
Od 2013 regularnie pracuje jako aktorka, ponadto jest autorką tekstów i muzyki do piosenek oraz wokalistką.

## Filmografia

### Seriale
| Rok       | Tytuł             | Rola                                      | Reżyser             |
| --------- | ----------------- | ----------------------------------------- | ------------------- |
| 2012–2015 | Barwy szczęścia   | piosenkarka Tina (odcinki: 816-1283)      | różni               |
| 2013      | Komisarz Alex     | Kinga Lenart (odcinek: 37)                | Robert Wichrowski   |
| 2016      | Komisja morderstw | Bridge Hoym, córka profesora (odcinek: 1) | Jarosław Marszewski |
| 2018      | 1983              | Ofelia „Effy” Ibrom                       | Agnieszka Holland   |
| 2021      | Na Wspólnej       | Lena Gawlik                               | różni               |
| 2021      | Kuchnia           | Diana (odcinek: 14)                       | Okil Khamidov       |
| 2021      | Pajęczyna         | kapitan Ewa Wolańska                      | Łukasz Jaworski     |
| 2023      | Wiedźmin          | Marti Sodergren                           | Loni Peristere      |
| 2023      | Dewajtis          | Irena Orwid                               | Filip Zylber        |

### Filmy
| Rok  | Tytuł                                   | Rola                                          | Reżyseria                    |
| ---- | --------------------------------------- | --------------------------------------------- | ---------------------------- |
| 2013 | To tylko komedia                        | Marta                                         | Tomasz Suski                 |
| 2013 | Solange                                 | Solange                                       | Patryk Jurek                 |
| 2014 | Tygrys                                  | kot                                           | Jakub Chełkowski             |
| 2014 | Warsaw by Night                         | Agnieszka                                     | Natalia Koryncka-Gruz        |
| 2014 | Piąte: Nie odchodź!                     | Roma                                          | Katarzyna Jungowska          |
| 2014 | Facet (nie)potrzebny od zaraz           | studentka Ksawerego                           | Weronika Migoń               |
| 2014 | Miasto 44                               | tańcząca dziewczyna                           | Jan Komasa                   |
| 2014 | Jack Strong                             | Iza Michalak                                  | Władysław Pasikowski         |
| 2015 | Ojciec                                  | Alicja, siostra żula                          | Artur Urbański               |
| 2015 | Bangistan                               |                                               | Karan Anshuman               |
| 2015 | Anatomia zła                            | Halina                                        | Jacek Bromski                |
| 2015 | Żyć nie umierać                         | Ania Zaręba, córka Małgorzaty                 | Maciej Migas                 |
| 2015 | Córki dancingu                          | Syrena Złota                                  | Agnieszka Smoczyńska         |
| 2016 | Jonatan                                 | Anna                                          | Oliwia Siem                  |
| 2016 | Miłość w Mieście Ogrodów                | Julia                                         | Ingmar Villqist, Adam Sikora |
| 2016 | Legendy polskie: Operacja Bazyliszek    | Rzepicha                                      | Tomasz Bagiński              |
| 2016 | Ja, Olga Hepnarová                      | Olga Hepnarová                                | Tomáš Weinreb, Petr Kazda    |
| 2017 | Matylda                                 | Matylda Krzesińska                            | Aleksiej Uczitiel            |
| 2017 | Muzzikanti                              | Klára                                         | Dušan Rapoš                  |
| 2017 | Syn Królowej Śniegu                     | Anna                                          | Robert Wichrowski            |
| 2017 | Techno                                  | Sonia                                         | Tadeusz Łysiak               |
| 2018 | Sobibór                                 | Hanna                                         | Konstantin Chabienski        |
| 2018 | Imperfect Gentleman                     | Kasia                                         | Miguel Gaudêncio             |
| 2018 | My Name Is Sara                         | Nadia                                         | Steven Oritt                 |
| 2018 | Carga                                   | Viktoriya / Alanna                            | Bruno Gascon                 |
| 2019 | Mr. Jones                               | Julia, pracownica Ambasady ZSRR w Londynie    |                              |
| 2019 | Marek Edelman... i była miłość w getcie | łączniczka Renia                              |                              |
| 2022 | Marzec ’68                              | Irena Lasota, członkini delegacji studenckiej | Krzysztof Lang               |
| 2022 | Bejbis                                  | prawniczka Luiza Metelska                     | Andrzej Saramonowicz         |
| 2023 | Pokolenie Ikea                          | Olga                                          | Dawid Gral                   |
| 2023 | Operacja: Soulcatcher                   | Eliza Mazur                                   | Daniel Markowicz             |
|      | Horror Story                            | Sonia                                         | Adrian Apanel                |
| 2024 | Kulej. Dwie strony medalu               | Helena Kulej, żona Jerzego                    | Xawery Żuławski              |
| 2024 | League of Legends                       | Aurora                                        |                              |

Źródło: Filmpolski.pl.

## Teatr
- 2013: Film Andrzeja Strzeleckiego, AT Warszawa[6]
- 2013: Zabić nie zabić Ryszarda Częstochowskiego – MCK Bydgoszcz[7][8][9]

## Wydane powieści
- Dziecko Gwiazd Atlantyda, Wydawnictwo Albatros, 2009, ISBN 978-83-7659-029-5[10]
- Zaklęta, Wydawnictwo Albatros, 2011, ISBN 978-83-7659-164-3[11]
- Era Zero. Ego: Ostatnie starcie. Zysk i S-ka, Poznań 2020, ISBN 978-83-8203-040-2.